# 私たちの真実 アメリカン・ジャーニー
『私たちの真実 アメリカン・ジャーニー』（わたしたちのしんじつ アメリカン・ジャーニー、The Truths We Hold: An American Journey）は、カマラ・ハリスによる回想録である。2019年1月8日にペンギン・ブックスより出版された。また2019年5月7日にはフィロメル・ブックスより若年者向け版も出版された。

## 内容
アメリカ合衆国副大統領のカマラ・ハリスはジャマイカとインドからの移民の娘である。彼女はカリフォルニア州オークランドで生まれ、ウェスト・バークレーで育った。幼少期を過ごした地域について彼女は「住民たちは一生懸命に仕事をして生活費を稼ぎ、互いを支え合っていた」と振り返っている。
ハリスは2004年にサンフランシスコ地方検事に就任した。彼女が検察官になることを決意したのは、「犯罪の被害者、そして壊れた刑事司法制度の被害者」に寄り添うためであった。この二面性を理解した上で、ハリスは自らを進歩的検察官であると表現している。彼女は以下のように語っている:
人の命が奪われたら、子どもが性的虐待を受けたら、女性がレイプされたら、加害者には重い責任を負わせて当然だ。それが、司法制度が果たすべき一つの義務である。だがそれだけでなく、公平性が、それを保証すべきであるはずの司法制度において十分に保たれていないことも自覚しなければならないのだ。革新的な検察官の務めは、見過ごされた人を探し出し、声をあげられない人のために口を開き、犯罪の結果のみならず、その原因に目を向けて対処し、不当な扱いにつながる不平等と不公平に光を当てることである。すべての人に罰が必要なわけではなく、多くの人に必要なのは、まぎれもなく助けなのだと気づくことである。
本書はカリフォルニア州司法長官時代、2016年連邦上院議員選挙での同じ民主党候補のロレッタ・サンチェスとの対決、そして第1次トランプ政権との戦いを記したところで終わっている。

## 評価
『カーカス・レビューズ』は、本書をバラク・オバマの回想録『マイ・ドリーム バラク・オバマ自伝』とたびたび好意的に比較した。同様に、『ライブラリー・ジャーナル』は、ハリスが「自分の人生の物語を使って、私たちの問題に取り組む新しい方法を主張している」と賞賛した。
『アトランティック』のハンナ・ジョルジスは、オバマの別の回想録『合衆国再生』と比較し、ハリスは伝記と政治的ビジョンの両方においてオバマの文学的センスに欠けていると述べた。同様に、NPRのダニエル・カーツレーベンは、ぎこちない文章と強い逸話の欠如を批判した。例を挙げると彼は、司法試験合格に苦労したというハリスの短い記述は、忍耐についてのもっと興味深い物語に膨らませることができただろうと指摘した。しかしながら両氏共に、本書が潜在的な大統領選挙運動のための十分な出発点として機能していることには同意した。ハリスは1月の後半に2020年大統領選挙運動を告知した。
『ワシントン・ポスト』のカルロス・ロサダは同様の評価を述べると共に、ハリスのカリフォルニア州司法長官時代と同時期にデラウェア州司法長官を務め、出版時は既に故人であったボー・バイデンに触れていたことが、ジョー・バイデンが彼女を2020年の選挙運動のランニングメイトに選出した要因であろうと指摘した。

## 日本語版
- カマラ・ハリス 著、藤田美菜子、安藤貴子 訳『私たちの真実 アメリカン・ジャーニー』光文社、2021年6月16日。ISBN 978-4334962487。